# Атратське сільське поселення
Атра́тське сільське поселення (рос. Атратское сельское поселение) — муніципальне утворення у складі Алатирського району Чувашії, Росія. Адміністративний центр — село Атрать.

## Населення
Населення — 1212 осіб (2019, 1490 у 2010, 1714 у 2002).

## Склад
До складу поселення входять такі населені пункти:
| Населений пункт            | Населення, осіб (2002) | Населення, осіб (2010) |
| -------------------------- | ---------------------- | ---------------------- |
| Алтишево-Люльський, селище | 28                     | 12                     |
| Атрать, село               | 691                    | 561                    |
| Атрать, селище             | 992                    | 917                    |
| Юность, селище             | 3                      | 0                      |